# Roberto Rodríguez (vescovo)
Roberto Rodríguez (Temperley, 14 agosto 1936 – Jesús María, 3 luglio 2021) è stato un vescovo cattolico argentino.

## Biografia
Roberto Rodríguez nacque a Temperley il 14 agosto 1936.

### Formazione e ministero sacerdotale
Entrò nel seminario di Córdoba mentre stava per completare gli studi di ingegneria aeronautica. Studiò filosofia e teologia in quel seminario e nel Pontificio Collegio Pio Latino-Americano a Roma.
Nel 1969 fu ordinato diacono. Il 31 gennaio dell'anno successivo venne ordinato presbitero per l'arcidiocesi di Córdoba a Cosquín da monsignor Raúl Francisco Primatesta. Concluse gli studi con la licenza in teologia presso la Pontificia Università Gregoriana. Tornato in patria fu superiore e poi rettore del seminario minore di Córdoba e nel 1988 venne nominato vicario generale con lo speciale incarico di occuparsi della formazione del laici.

### Ministero episcopale
Il 12 novembre 1992 papa Giovanni Paolo II lo nominò vescovo ausiliare di Córdoba e titolare di Pertusa. Ricevette l'ordinazione episcopale il 22 dicembre successivo nello stadio "Corazon de Maria" di Córdoba dal cardinale Raúl Francisco Primatesta, arcivescovo metropolita di Córdoba, co-consacranti l'arcivescovo metropolita di Paraná Estanislao Esteban Karlic e il vescovo di San Rafael Jesús Arturo Roldán. Come motto scelse l'espressione "Tened los mismos sentimientos de Cristo", tratta dal versetto 2,5 della Lettera ai Filippesi.
Il 23 giugno 1998 lo stesso pontefice lo nominò vescovo di Villa María. Prese possesso della diocesi il 13 settembre successivo.
Nel febbraio del 2002 compì la visita ad limina.
Il 24 maggio 2006 papa Benedetto XVI lo nominò vescovo di La Rioja. Prese possesso della diocesi il 23 luglio successivo.
Nel marzo del 2009 e nel maggio del 2019 compì nuovamente la visita ad limina.
In seno alla Conferenza episcopale d'Argentina fu presidente della commissione per la pastorale universitaria.
Il 9 luglio 2013 papa Francesco accettò la sua rinuncia al governo pastorale della diocesi per raggiunti limiti di età.
Morì a Jesús María alle 7 del 3 luglio 2021 all'età di 84 anni per COVID-19. La salma fu cremata e le ceneri tumulate in una chiesa di Jesús María.

## Genealogia episcopale
La genealogia episcopale è:
- Cardinale Scipione Rebiba
- Cardinale Giulio Antonio Santori
- Cardinale Girolamo Bernerio, O.P.
- Arcivescovo Galeazzo Sanvitale
- Cardinale Ludovico Ludovisi
- Cardinale Luigi Caetani
- Cardinale Ulderico Carpegna
- Cardinale Paluzzo Paluzzi Altieri degli Albertoni
- Papa Benedetto XIII
- Papa Benedetto XIV
- Papa Clemente XIII
- Cardinale Bernardino Giraud
- Cardinale Alessandro Mattei
- Cardinale Pietro Francesco Galleffi
- Cardinale Giacomo Filippo Fransoni
- Cardinale Carlo Sacconi
- Cardinale Edward Henry Howard
- Cardinale Mariano Rampolla del Tindaro
- Cardinale Antonio Vico
- Arcivescovo Filippo Cortesi
- Arcivescovo Zenobio Lorenzo Guilland
- Arcivescovo Antonio José Plaza
- Cardinale Raúl Francisco Primatesta
- Vescovo Roberto Rodríguez